# John Haddon Leith
John Haddon Leith (Hodges, 10 settembre 1919 – Greenville, 12 agosto 2002) è stato un teologo e pastore protestante statunitense appartenente alla Chiesa presbiteriana.

## Formazione e carriera
Nato a Hodges nella Carolina del Sud, Leith vi rimase fino all’età di dieci anni, quando la sua famiglia si trasferì a Due West. Completati gli studi scolastici, nel 1936 si iscrisse all' Erskine College, dove nel 1940 conseguì il Bachelor of Arts. Si iscrisse poi al Columbia Theological Seminary a Decatur, dove nel 1943 conseguì il bachelor in Divinity. Nello stesso anno fu ordinato presbitero della Chiesa presbiteriana statunitense e sposò Ann Carolin White, da cui ha avuto due figli. Nel 1946 conseguì il master of arts all'Università Vanderbilt. Si iscrisse poi all'Università Yale, dove nel 1949 conseguì il Ph.D.. Dopo avere esercitato il ministero di pastore in Alabama e nel Tennessee, nel 1959 divenne professore di teologia presso l’Union Theological Seminary a Richmond, incarico che ricoprì fino al 1990, anno del suo ritiro dall'insegnamento.
Leith ha scritto diciotto libri di argomento religioso e numerosi articoli. 

## Libri pubblicati
- Jonah, a Man Who Misunderstood God, First Presbyterian Church, Auburn, 1950.
- The Pilgrim Church, First Presbyterian Church, Auburn, 1954.
- Who Am I?, First Presbyterian Church, Auburn, 1955.
- Who Is This Man?, First Presbyterian Church, Auburn, 1955.
- Assembly at Westminster: Reformed Theology in the Making, John Knox Press, Richmond, 1973.
- Greenville Presbyterian Church: The Story of a People, 1765-1973, Greenville Presbyterian Church, Greenwood County, 1973.
- An Introduction to the Reformed Tradition: A Way of Being the Christian Community , John Knox Press, Atlanta, 1977.
- The Church, a Believing Fellowship, John Knox Press, Atlanta, 1981.
- Creeds of the Churches: A Reader in Christian Doctrine, from the Bible to the Present, John Knox Press, Atlanta, 1982.
- The Christian Life di Giovanni Calvino, a cura di John H. Leith, Harper & Row, San Francisco, 1984 (edizione in latino e in inglese)
- The Reformed Imperative: What the Church Has to Say That No One Else Can Say , Westminster Press, Philadelphia, 1988.
- John Calvin's Doctrine of the Christian Life, Westminster/John Knox Press, Louisville, 1989.
- From Generation to Generation: The Renewal of the Church According to its Own Theology and Practice, Westminster/John Knox Press, Louisville, 1990.
- Con William Stacy Johnson, e George W. Stroup (coautori), Reformed Reader: A Sourcebook in Christian Theology ,  Westminster/John Knox Press, Louisville, 1993.
- Basic Christian Doctrine, Westminster/John Knox Press, Louisville, 1993.
- Crisis In the Church: The Plight of Theological Education, Westminster John Knox Press, Louisville, 1997.
- The Best of Times and the Worst of Times For Religion, Especially Christian Faith, Presbyterian Pub. Corp., Louisville, 2001.
- Con Charles Edward Raynal (coautore), Pilgrimage of a Presbyterian: Collected Shorter Writings, Geneva Press, Louisville, 2001.